# クセトラ

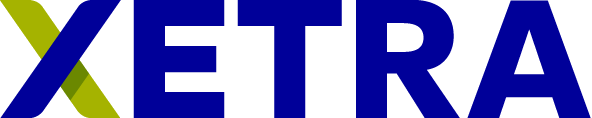
Xetra Logo

クセトラ (XETRA) は、ドイツ取引所（Deutsche Börse）グループが設置する電算式株式現物取引システムである。ドイツ・フランクフルト・アム・マインにある。

## 概要
もとはフランクフルト証券取引所用のシステムとして1997年に設計製作された。
実際のシステムはアクセンチュアと Deutsche Börse Systems社が運用を行っている。商品先物取引システムのユーレックス（Eurex）がベースとなっている。
クセトラシステムは、アイルランド証券取引所、ウィーン証券取引所、欧州エネルギー取引所（European Energy Exchange）、ブダペスト証券取引所、上海証券取引所に採用されている。